# 弗拉基米尔·利亚霍夫
弗拉基米尔·阿法纳西耶维奇·利亚霍夫（俄语：Владимир Афанасьевич Ляхов；1941年7月20日—2018年4月19日），苏联宇航员，曾三次执行太空任务。

## 生平
1941年7月20日出生于乌克兰苏维埃社会主义共和国伏罗希洛夫格勒州（现卢甘斯克州）安特拉齊特的一个工人阶级家庭。1963年加入苏联共产党，1964年毕业于哈尔科夫高等军事飞行员学校，在苏联国土防空军服役，驻萨哈林岛和哈巴罗夫斯克边疆区。1967年入选苏联宇航员队伍，在加加林宇航员培训中心接受训练。1969年考试合格后，开始参加联盟号载人飞船和礼炮号空间站对接计划的训练。1972年至1973年，在阿斯特拉罕州阿赫图宾斯克试飞员培训中心接受训练，并获得试飞员执业资格。1975年毕业于加加林空军学院。
1979年2月25日，他作为指令长，与工程师留明乘坐联盟32号飞船升空，成功与礼炮6号空间站对接。两人在太空停留了175天，打破了之前139天的纪录。他们在8月15日进行了一次舱外任务，将与KRT-10射电望远镜相连的天线从对接装置中清除。8月19日乘坐联盟34号返回地面。
1983年6月27日至11月23日，他作为联盟T-9的指令长，和工程师亚历山德罗夫进行了第二次太空任务，成功与礼炮七号空间站对接。期间还进行了2次安装太阳能电池板的舱外任务。
1988年8月29日，他作为联盟TM-6的指令长，与波利亚科夫和阿富汗人阿卜杜勒·阿哈德·莫赫曼德一起第三次升空，并于8月31日与和平号空间站对接。9月5日，利亚霍夫准备和阿卜杜勒·阿哈德·莫赫曼德乘坐联盟TM-5返回地球时，在轨道舱分离后发生数次故障。9月7日清晨，利亚霍夫手动处理降落程序，让飞船的轨道成功返回主着陆区。
1988年10月，任加加林宇航员培训中心负责宇航员训练的副主任。1989年至1990年，担任莫斯科州晓尔科沃市人民代表大会代表。1994年退役。
1995年1月至1998年，担任“俄罗斯”编辑和出版公司副总经理。2018年4月19日逝世。

## 统计
| # | 发射载具 | 发射时间（UTC） | 对接空间站    | 着陆载具 | 着陆时间（UTC） | 时长总计              | 舱外活动次数 | 舱外活动时长 |
| - | -------- | --------------- | ------------- | -------- | --------------- | --------------------- | ------------ | ------------ |
| 1 | 联盟32号 | 1979年2月25日   | 礼炮6号空间站 | 联盟34号 | 1979年8月19日   | 175天00小时35分钟37秒 | 1            | 1小时23分钟  |
| 2 | 联盟T-9  | 1983年6月27日   | 礼炮7号空间站 | 联盟T-9  | 1983年11月23日  | 149天10小时46分钟     | 2            | 5小时45分钟  |
| 3 | 联盟TM-6 | 1988年8月29日   | 和平号空间站  | 联盟TM-5 | 1988年9月7日    | 8天20小时26分钟       | 0            | 0            |
|   |          |                 |               |          |                 | 333天07小时47分钟     | 3            | 7小时08分钟  |

舱外活动统计
| #      | 日期（UTC）   | 同伴                  | 持续时长    |
| ------ | ------------- | --------------------- | ----------- |
| 1      | 1979年8月15日 | 瓦列里·留明           | 1小时23分钟 |
| 2      | 1983年11月1日 | 亚历山大·亚历山德罗夫 | 2小时50分钟 |
| 3      | 1983年11月3日 | 亚历山大·亚历山德罗夫 | 2小时55分钟 |
| 总时长 | 总时长        | 总时长                | 7小时08分钟 |

## 荣誉
- 蘇聯英雄荣誉称号（1979年8月19日、1983年11月23日）
- 列寧勳章（1979年8月19日、1983年11月23日）
- 十月革命勋章（1988年9月7日）
- 太空探索優異獎章（2011年4月12日）[8]
- 阿富汗民主共和国英雄荣誉称号（1988年）
- 拜科努尔荣誉市民（1979年）[9]